# Wang Han
Wang Han (n. 24 ianuarie 1991, Baoding⁠(d), Republica Populară Chineză) este o săritoare în apă ce a reprezentat Republica Populară Chineză, medaliată olimpică. A participat la o ediție a Jocurilor Olimpice (2020) în care a câștigat o medalie de aur și o medalie de argint.